# 默戎镇
默戎镇，是中华人民共和国湖南省湘西土家族苗族自治州古丈县下辖的一个乡镇级行政单位。

## 行政区划
默戎镇下辖以下地区：
默戎社区、龙鼻村、毛坪村、中寨村、翁草村、潭溪村、九龙村、夯娄村、李家村、万岩村、盘草村和新窝村。

## 中国传统村落
2012年，龙鼻村被评为首批“中国传统村落”。

## 外部連結
- 古丈县默戎镇毛坪村 （页面存档备份，存于）